# Canon à barillet

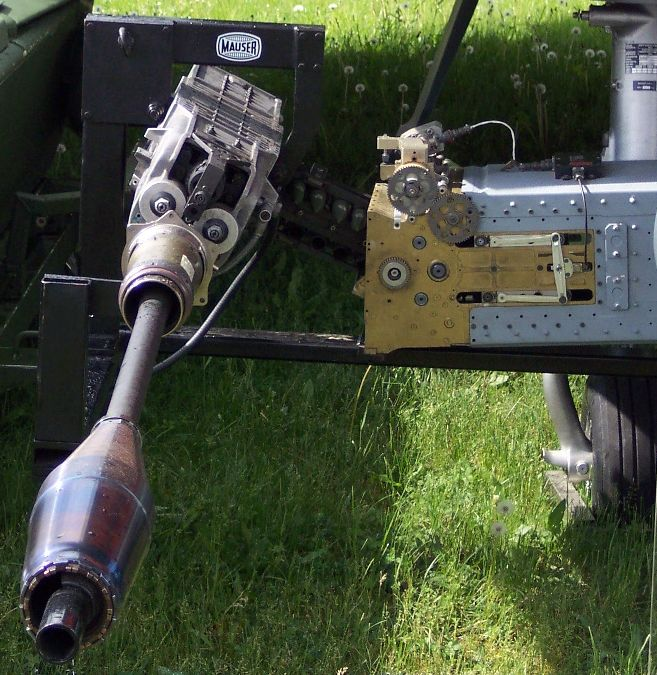
Mauser BK-27.

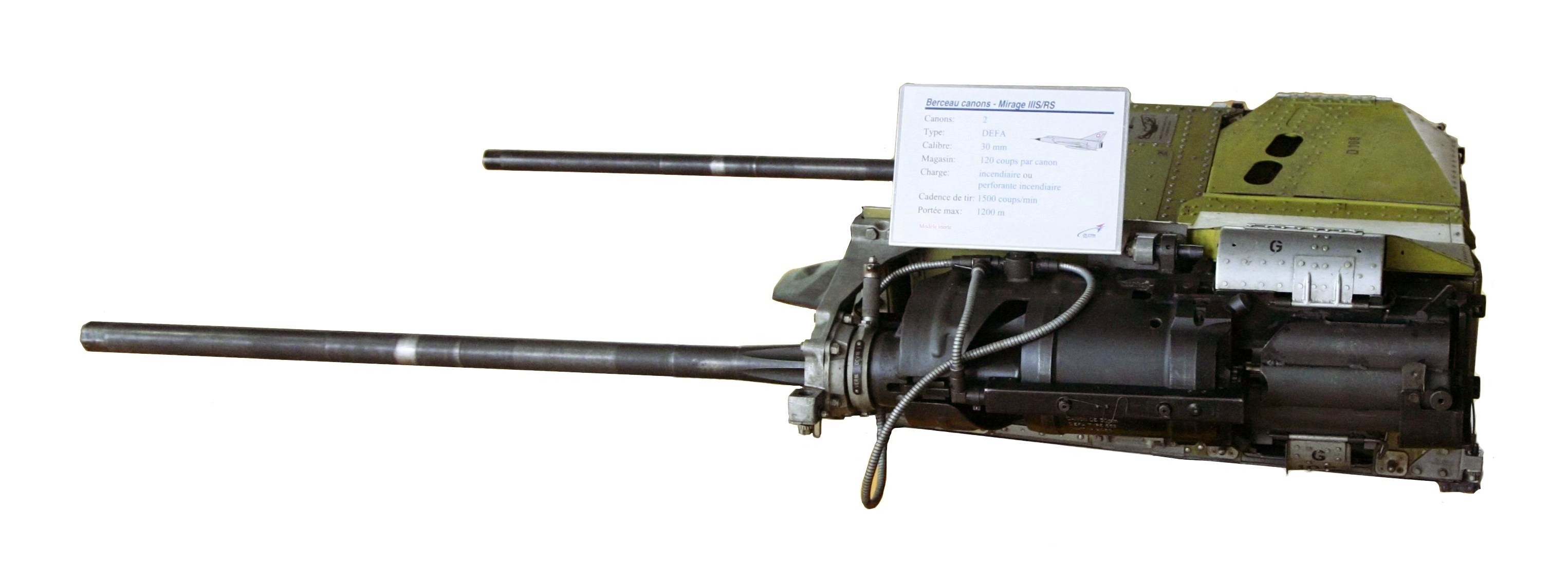
Canon DEFA 30 mm équipant un grand nombre d'avions militaires français.

Un canon revolver, ou canon à barillet, est un type de canon mitrailleur, équipant communément les aéronefs. C'est un canon à tube unique doté d'un cylindre contenant plusieurs chambres, reprenant le système du revolver. Cet équipement permet d'accélérer la cadence de tir et certains canons utilisent même des processus accélérateurs, comme un moteur électrique.
Ce type de canon automatique se distingue du type Gatling multitube et du chain gun.

## Modèles
- Canon ShVAK
- Mitrailleuse ShKAS
- Mauser MK 213
- Oerlikon Millennium, composant du système Skyshield
- Rheinmetall RMK30
- Canon ADEN de 30 mm
- Canon DEFA 30 mm
- M39 cannon
- GIAT 30